# Bistum Cayenne

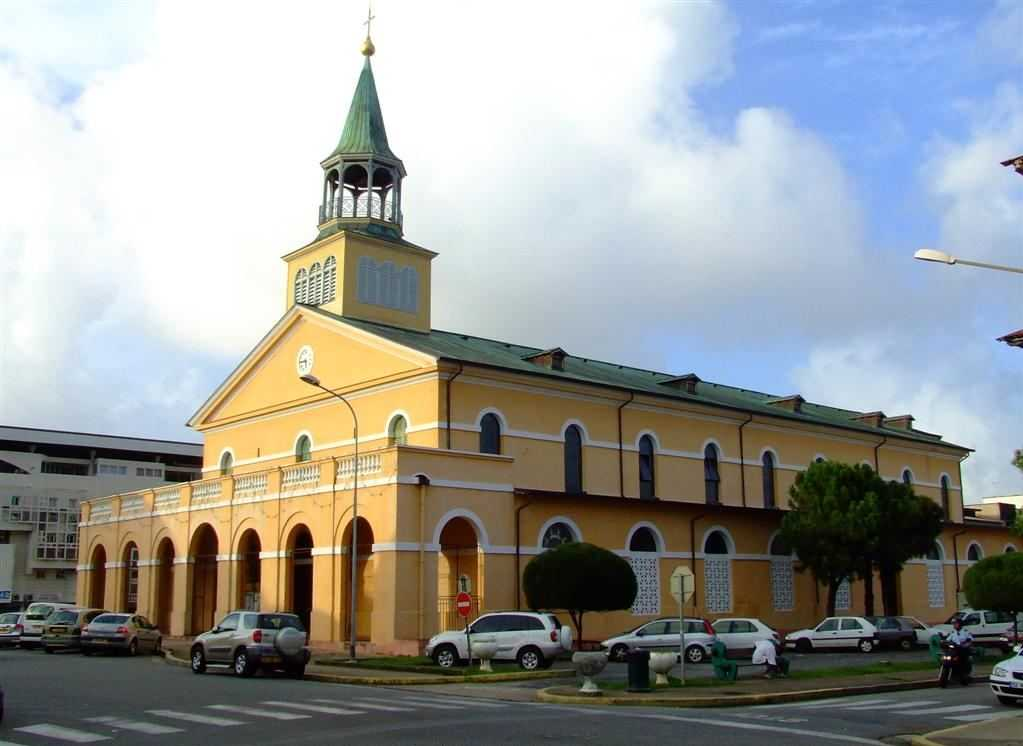
Kathedrale Saint-Sauveur in Cayenne

Das Bistum Cayenne (lat.: Dioecesis Caiennensis) ist eine im französischen Übersee-Département Französisch-Guayana gelegene römisch-katholische Diözese mit Sitz in Cayenne.

## Geschichte
1651 wurde die Apostolische Präfektur Französisch-Guayana-Cayenne durch Papst Innozenz X.  errichtet. Seelsorge und Mission betrieben Jesuiten und Kapuziner seit 1643, verließen die Kolonie Französisch-Guayana jedoch 1763 wieder. Von Bedeutung war das Wirken der seligen Anne-Marie Javouhey, Gründerin der Schwestern von St. Joseph von Cluny, die 1828 auf Betreiben der französischen Regierung eine Siedlung errichtete. Auch die Spiritaner wirkten seit 1816 in der Kolonie. 1892 mussten die Spiritaner auf Anordnung des Gouverneurs, Albert Grodet, die Kolonie verlassen. 1925 konnten sie zurückkehren.
Am 10. Januar 1933 wurde die Apostolische Präfektur zum Apostolischen Vikariat erhoben. Am 29. Februar 1956 wurde das Apostolische Vikariat Französisch-Guayana-Cayenne zum Bistum erhoben. Das Bistum ist dem Erzbistum Saint-Pierre et Fort-de-France als Suffraganbistum unterstellt.

## Ordinarien

### Apostolische Präfekten von Französisch-Guayana-Cayenne
- Louis de Villette SJ, 1731–1736
- Pierre de la Raffinie SJ, 1736–1746
- Philippe d’Huberland SJ, 1746–1760
- Henri Ghuez SJ, 1761–1762
- Alexis Ruel SJ, 1762–1762
- Antoine Fleury, 1762–1764
- Alexis Ruel, 1764–1769
- Charles Louis Joseph Destable, 1769–1771
- Maurice Poussin, 1771–1775
- Charles Robillard, 1775–1777
- Louis François Radel, 1777–1787
- Nicolas Jacquemin, 1787–1792
- Philippe Legrand, 1792–1818
- Paul Guillier, 1818–1847
- Jean Dossat, 1847–1868
- Olivier Hervé CSSp, 1868–1871
- Ambroise Emonet CSSp, 1873–1882
- Joseph Guyodo CSSp, 1885–1892
- Louis Pignol, 1892–1904
- Marcel Béguin, 1904–1911
- Justin Fabre CSSp, 1914–1924
- Léon Delaval CSSp, 1925–1932

### Apostolische Vikare von Französisch-Guayana-Cayenne
- Pierre-Marie Gourtay CSSp, 1933–1944
- Alfred Marie CSSp, 1945–1956

### Bischöfe von Cayenne
- Alfred Marie CSSp, 1956–1973
- François-Marie Morvan CSSp, 1973–1998
- Louis Sankalé, 1998–2004, dann Koadjutorbischof von Nizza
- Emmanuel Lafont, 2004–2020
- Alain Ransay, seit 2021